# Timberwood Park (Teksas)
Timberwood Park je naseljeno mjesto za statističke potrebe u američkoj saveznoj državi Teksas. Prema popisu stanovništva iz 2010. u njemu je živjelo 13.447 stanovnika.